# Bo Diddley Is a Gunslinger
Bo Diddley Is a Gunslinger è il quinto album discografico del musicista rock and roll statunitense Bo Diddley, pubblicato nel dicembre 1960 dalla Checker Records. Il titolo del disco proviene da quello della prima traccia sull'album, intitolata appunto Gunslinger e la foto di copertina mostra Bo Diddley vestito da cowboy.

## Tracce
- Tutti i brani sono opera di Ellas McDaniel (Bo Diddley) tranne dove indicato diversamente

Lato 1
1. Gunslinger - 1:50
2. Ride on Josephine - 3:00
3. Doing the Craw-Daddy - 2:58
4. Cadillac - 2:39
5. Somewhere - 2:25

Lato 2
1. Cheyenne - 2:05
2. Sixteen Tons (Merle Travis, arrangiato da McDaniel) - 2:30
3. Whoa Mule (Shine) - 2:28
4. No More Lovin' - 2:25
5. Diddling - 2:20

## Formazione
- Bo Diddley – voce solista, chitarra solista
- Jerome Green – maracas, cori
- Willie Dixon – contrabbasso
- Bobby Baskerville – basso
- Jesse James Johnson – basso elettrico
- Billy Downing – batteria
- Clifton James – batteria
- Lafayette Leake – pianoforte
- Otis Spann – pianoforte
- Billy Stewart – pianoforte
- Peggy Jones – chitarra ritmica, cori
- Gene Barge – sax tenore
- Johnny Carter – cori
- Harvey Fuqua – cori
- Lily "Bee Bee" Jamieson – cori
- Gloria Morgan – cori
- Nate Nelson – cori
- Leonard Chess – produzione
- Vartan – direzione artistica